# الروس (منظمة)
الروس أو الرابطة العرقية السياسية الروس هي منظمة قومية روسية تأسست في عام 2011 من قبل ديمتري ديموشكين وألكسندر بوتكين. تم حظرها في 28 أكتوبر 2015 من قبل محكمة في موسكو بعد تصنيفها كمجموعة متطرفة.

## الأهداف الرئيسية
حددت الرابطة العرقية السياسية كهدف لها تقديم المساعدة لتشكيل تضامن روسي عالمي وتفاعل ومساعدة متبادلة، وفي المستقبل إنشاء حزب برلماني ذا طبيعة قومية يدافع عن المصالح الوطنية للشعب الروسي. على المدى الطويل تم التخطيط لتأسيس سلطة الحكومة الوطنية بشكل قانوني (من خلال الانتخابات) وإعلان الدولة القومية الروسية.
كان من المفترض إنشاء فروع للمنظمة في جميع مناطق الاتحاد الروسي باستثناء الشيشان وإنغوشيتيا وداغستان، حيث «ببساطة لا يوجد روس».
وفقا لديمتري ديمشكين «هناك شيوعيون وليبراليون وبيروقراطيون، أحزاب من اللصوص والمحتالين. لكن لا يوجد حزب روسي، نحن نسعى جاهدين من أجل تضامن روسي إثنو سياسي عالمي». وقد تم تفصيل أهداف وتطلعات المنظمة في بيان نشر بعد الكلمات في 11 يونيو 2011.